# Valerio Scarponi
Valerio Scarponi (San Severino Marche, 21 ottobre 1993) è un giornalista e conduttore radiofonico italiano.

## Biografia
Esordisce come conduttore radiofonico per un'emittente locale delle Marche. Nel 2016 passa a RDS dove rimane per cinque anni. Dal 2019 è anche inviato di Rai 1.
A marzo 2020 durante la pandemia di COVID-19 è autore di un'inchiesta che evidenzia la facilità di entrare in Italia dall'estero senza fare la quarantena, portando così il Governo Italiano a ordinare una stretta sugli ingressi nel Paese.
Tra il 2021 e il 2022, simultaneamente al suo impegno televisivo, conduce con Francesca Fialdini “Radio2 a Ruota Libera” su Rai Radio 2, versione radiofonica dell'omonimo programma televisivo.
A gennaio 2023 è tra i primi cronisti a raggiungere la Sicilia dove racconta, per oltre due settimane tra Palermo e Campobello di Mazara, la cattura del mafioso italiano legato a Cosa nostra Matteo Messina Denaro, tra i dieci latitanti più ricercati al mondo.
A luglio 2023, a Lampedusa riceve il premio giornalistico internazionale Cristiana Matano come giornalista under 30, per il racconto del fenomeno migratorio.
A novembre 2023, dopo il femminicidio di Giulia Cecchettin che ha sconvolto l'Italia, è inviato de La vita in diretta ad Halle e Francoforte sul Meno, in Germania, dove l'assassino reo confesso Filippo Turetta è stato arrestato e successivamente condotto in Italia.
Dall'11 febbraio 2024 si occupa di uno dei fatti di cronaca più cruenti della storia d'Italia, la strage di Altavilla Milicia, portando alla luce testimonianze inedite.
A seguito dell'omicidio di Pierina Paganelli, anziana uccisa a coltellate nel suo garage il 3 ottobre 2023 a Rimini, spende oltre 150 giorni in diretta televisiva sul posto, raccontando giorno dopo giorno gli sviluppi del caso; realizzando l'ultima intervista prima dell'arresto a Louis Dassilva;  evidenziando alcune possibili omissioni nelle indagini che hanno messo in dubbio la prova regina e messo l’accento sul possibile coinvolgimento della nuora della vittima.

## Radio
- RDS 100% Grandi Successi (2016 - 2021)
- Radio2 a Ruota Libera (Rai Radio 2, 2021 - 2022)[21]

## Televisione
- Storie italiane (Rai 1, 2019-2020) inviato
- C'è tempo per... (Rai 1, 2020) inviato
- Oggi è un altro giorno  (Rai 1, 2020 - 2023) inviato
- Uno Weekend (Rai 1, 2021) inviato
- Estate in diretta  (Rai 1, 2022 - in corso) inviato
- La vita in diretta (Rai 1, 2023 - in corso) inviato

## Riconoscimenti
- 2018 – Premio orgoglio marchigiano[22]

- 2023 – Premio giornalistico internazionale Cristiana Matano[23]